# Дуглас Гейґ
Дуглас Гейґ, 1-й граф Гейґ (англ. Douglas Haig, 1st Earl Haig; 19 червня 1861, Единбург — 29 січня 1928, Лондон) — британський воєначальник, фельдмаршал Британської армії, учасник Другої англо-бурської та Першої світової війн. Під час світової війни очолював на Західному фронті Британські експедиційні сили з 1915 року до кінця війни. Очолював британські війська в битві на Соммі, де британська армія зазнала найбільших втрат у своїй історії, у битві при Камбре, в третій Іпрській битві та останніх битвах 1918 року, що призвели до поразки Німецької імперії й підписання капітуляції 11 листопада 1918 року.
За часів світової війни завоював славу досвідченого воєначальника, під його командуванням британськими військами були здобуті вирішальні перемоги над німецькою імперською армією. Однак через важкі втрати, зазнані британською армією, діяльність Гейґа, як полководця, досі викликає суперечливі оцінки. У міжвоєнний період, попри його заслуги, коли поховання померлого Гейґа було оголошено національним днем жалоби, стиль його військового керівництва став об'єктом суворішої критики з боку багатьох учасників битв Великої війни та військових експертів. Д. Гейґ здобув принизливе прізвисько «М'ясник» через те, що британці втратили близько 2 млн солдат під його керівництвом, стиль його командування деякі характеризували як некомпетентний, а фельдмаршала, як воєначальника, який не здатний опанувати найсучаснішою тактикою і стратегією дій того часу.

## Біографія

### Ранні роки
Дуглас Гейґ народився 19 червня 1861 року у помісті Шарлотт-сквер у столиці Шотландії — Единбурзі в родині Джона Річарда Гейґа, представника шотландського середнього класу, успішного виробника віскі власної марки Haig та Рейчел Гейґ. 1869 році Дуглас вступив до школи у Кліфтон-бенк, згодом перевівся до Единбурзької колегіальної школи, а потім до підготовчого Орвельського навчального закладу у Ворикширі. Коли йому було 18 років його батьки померли.
Військова кар'єра
- 7 лютого 1885 — лейтенант
- 23 січня 1891 — капітан
- 15 листопада 1898 — майор (тимчасове звання)
- 26 червня 1899 — майор
- січень 1901 — бригадний генерал (тимчасове звання)
- 17 липня 1901 — підполковник
- жовтень 1902 — полковник
- 1904 — майор-генерал
- 4 листопада 1910 — лейтенант-генерал
- 16 листопада 1914 — генерал
- 1 січня 1917 — фельдмаршал

Після відвідання разом з братом Сполучених Штатів, Дуглас Гейґ вступив до Брейсноуз коледжу, одного з коледжів Оксфордського університету, де вивчав політичну економіку, античну історію та французьку літературу. Хоча він здавав усі свої іспити (вимога для кандидатів від університету на вступ до Королівського військового коледжу в Сандгерсті), він не мав права на отримання диплому через пропущені заняття по хворобі. У січні 1884 року він розпочав офіцерську підготовку у Королівському військовому коледжі. 7 лютого 1885 року він був призначений лейтенантом до 7-го Її королівської величності гусарського полку.

### Початок військової служби
Дуглас Гейґ розпочав військову службу в Британській Індії в 7-му гусарському полку. 1888 року він став полковим ад'ютантом, а 23 січня 1891 року вже був підвищений у капітани. У листопаді 1892 року він залишив Індію та прибув до Англії з метою підготовки до вступних іспитів у Штабний коледж у Камберлі. У червні 1893 року Д. Гейґ хоча й увійшов до 28 найкращих кандидатів (кількість місць, допущених до іспиту), він не вступив до Коледжу, оскільки він повністю провалив обов'язковий математичний іспит. Решту свого життя він приховував цю невдачу, а пізніше (близько 1910) рекомендував виключити екзамен з математики, як обов'язковий при вступі. На чисельні прохання деяких старших офіцерів та сестер Дугласа, генерал-ад'ютант сер Редверс Буллер відмовився надати одну з чотирьох вакансій, мотивуючи це тим, що Д. Гейґ окрім проваленого іспиту з математики також мав проблеми зі станом здоров'я (дальтонізм).
Д. Гейґ повернувся до Індії, де нетривалий термін був заступником командира ескадрону, яким він командував у 1892 році до спроби поступити на навчання. Згодом він став ад'ютантом генерал-інспектора кавалерії Кейта Фрезера, який пролобіював вступ Д. Гейґа до Штабного коледжу наприкінці 1894 року. Очікуючи на початок навчального процесу у коледжі, він поїхав до Німеччини відвідати кавалерійські маневри. Там він співпрацював з полковником Джоном Френчем на маневрах. Кар'єру Дж. Френча і Д. Гейґа переплелися протягом наступних двадцяти п'яти років, і Гейґ допоміг Френчу написати настанову з кавалерійської підготовки, опублікованій у 1896 році.
У Камберлі Д. Гейґ наполегливо та старанно навчався, і у 1897 році успішно завершив курс навчання.

### Судан та Південна Африка
На початку січня 1898 року він разом з Генрі Вудом був відібраний особисто Г. Кітченером, командувача англо-єгипетськими військами, який керував придушенням повстанням Махді (прихильників мусульманського проповідника Мухаммеда Ахмеда, який проголосив себе Магді, тобто спасителем, месією) до Судану. У цьому поході Д. Гейґ брав участь у боях під Атбарою, під Нукгейлою та битві під Омдурманом.
Після завершення боїв у Судані, він повернувся до Великої Британії в надії на посаду у військовому відомстві, але замість цього у травні 1899 року був призначений бригад-майором 1-ї кавалерійської бригади в Олдершоті. 26 червня 1899 року Д. Гейґ був підвищений до звання майора. У вересні 1899 року був призначений заступником помічника генерал-ад'ютанта, а потім помічником ад'ютанта зведеної кавалерійської бригадної групи, якою командував Дж. Френч, що вирушала на південь Африки для участі в англо-бурській війні.
18 жовтня 1899 року Д. Гейґ взяв участь у першій битві бригадної групи під Еландзлаагте. Згодом він взяв участь у боях під Ледісміт, ледве встигнув разом з Дж. Френчем під ворожим обстрілом втекти потягом з обложеного міста, коли бури спромоглися оточити Ледісміт. Незабаром він був начальником штабу кавалерійської дивізії, створеної британцями для протистояння маневреній війні бурів. Д.Гейґ взяв участь у боях з визволення Кімберлі, захопленні Блумфонтейну та Преторії. Як і в Судані, Д. Гейґ продовжував скептично оцінювати важливість артилерії, формуючи свої думки на інтерв'ю з ворожими ув'язненими.
Після перемоги британців у конвенційній війні, бури розпочали масштабну партизанську війну по всій країні. У листопаді 1900 року кавалерійська дивізія була розпущена і Дж. Френч разом зі своїм незмінним начальником штабу Д. Гейґом були визначені відповідальними за проведення контрпартизанських дій в околицях Йоганнесбурга та пошук одного з бурських лідерів генерала К.де Вета. У січні 1901 року Дж. Гейґ отримав під свою командування колону з 2 500 солдатів та влаштував полювання в Капській колонії на місцевих партизан на чолі з генералом П. Крітцінгером. Відповідно до тактики дій того часу, британці сповідали «тактику спаленої землі», знищуючи ферми, уганяючи худобу та виганяючи бурських жінок і дітей до концентраційних таборів. За свої успіхи у війні, Д. Гейґ був відзначений чотири рази у наказі та у листопаді 1900 року став лицарем ордену Лазні.
17 липня 1901 року Д. Гейґа підвищили у званні до підполковника.

### Англія та Індія
Д. Гейґ командував 17-м уланським полком до 1903 року, що виконував бойові завдання в Південній Африці, але вже в 1902 році його повернули до Англії. Він отримав призначення на посаду інспектора-генерала кавалерії в Індії. 1904 року йому присвоєне звання генерал-майора британської армії, він став наймолодшим офіцером, удостоєним цього звання.
У серпні 1906 року Д. Гейґ отримав посаду начальника управління підготовки та тренувань Генерального штабу при Воєнному офісі армії. Як пізніше писав військовий секретар Р. Голдейн, «Д. Гейґ був першосортним штабним генералом» і «надавав безцінні поради». Одною з ключовим напрямків діяльності Д. Гейґа було реорганізація територіальних військ міліції, йоменів та добровольчих формувань, а також створення дієвого військового резерву, який на думку генерала мав становити для Англії щонайменше 900 000 людей. Однак, британський парламент затвердив тільки 300 000 осіб, що мають бути включені до територіального резерву британської армії. Завдяки гарним адміністративним та організаторським вмінням Д. Гейґа йому вдалося вже до 1907 року сформувати доволі потужний резерв у 120 000 чоловіків (6 піхотних та 1 кавалерійську дивізії), який перебував у постійній готовності на Британських островах. Він видав для Територіальної армії посібники, керівництва та настанови, які незабаром виявились дуже корисними при підготовці експедиційних сил до висадки у Франції. Однак, він постійно робив акцент на підготовці кінноти та піхоти за класичними методиками, і проводив чимало часу на навчаннях кавалерії. Разом з цим, багато хто відмічав, що Д. Гейґ не проявляв жвавого інтересу до новітніх технологій і досягнень, особливо в артилерії.
У жовтні 1909 року Д. Гейґа призначено начальником Генерального штабу в Британській Індії, куди він поїхав незадоволений, бо ясно відчував наближення великої війни з Німеччиною. У листопаді 1910 року йому присвоїли звання генерал-лейтенанта. На посаді він доклав багато зусиль на реорганізацію індійського штабу усіх колоніальних військ, намагаючись перетворити його на подібне до Імперського генерального штабу, до створення якого він свого часу був залучений. Д. Гейґ постійно планував та готував свої підпорядковані війська до майбутньої війни в Європі й одним з головних завдань його штабу була мобілізація та підготовка індійських військ до перекидання на європейський континент (однак віце-король Індії Ч.Гардіндж наклав вето на плани залучення військ Британської Індії до війни в Європі; вважаючи, що індійські війська мають служити на Близькому Сході).
У грудні 1911 року генерал Дуглас Гейґ прибув до Англії, де з березня 1912 року очолив Олдершотське командування, до складу якого входили 1-ша та 2-га піхотні дивізії й 1-ша кавалерійська бригада). Цікавим фактом є те, що на армійських маневрах 1912 року, «Червоні сили» Д. Гейґа зазнали нищівної поразки від «Синіх військ» генерала Дж. Грірсона, який активно використовував повітряну розвідку при веденні боїв. На званому вечері Д. Гейґ полишив заздалегідь підготовлений текст виступу та почав імпровізувати. За спогадами очевидців багато високопосадовців попросту спали, коли він виступав, а дехто оповідав, що промова командувача «Червоними силами» була «незрозуміла та незносно нудна».

### Перша світова

#### Перші бої
У серпні 1914 року зі вступом Британської імперії в Першу світову війну генерал Д. Гейґ безпосередньо організовував підготовку Британських експедиційних сил, які очолив його колишній командир, фельдмаршал Дж. Френч. Відповідно до планів розгортання Олдершотське командування стало основою формування I армійського корпусу, що становив половину усіх британських експедиційних військ.
14 серпня 1914 року перші підрозділи британського експедиційного корпусу висадились у Гаврі у Франції й відразу вирушили до Бельгії, де за рішенням командувача французької 5-ї армії генерала Ш. Ланрезака зайняли позиції поблизу Шарлеруа. Д. Гейґ був роздратований поведінкою сер Дж. Френча, який переймався лише трьома німецькими корпусами, які перебували безпосередньо перед фронтом британських військ у Монсі, і ігнорував розвідувальні звіти про просування німецьких військ західніше Брюсселя, яке вочевидь погрожувало оточенням британцям. Попри те, що 23 серпня II корпус відбив атаку кайзерівських військ на Монс (перша британська сутичка з німцями), британський корпус змушений був відступити після того, як Ш. Ланрезак віддав загальний наказ на відступ.
При відступі британських I та II армійських корпусів, що відходили на захід поодинці навколо Мормальського лісу, між об'єднаннями в оборонних порядках союзних військ утворився пролом. За попереднім задумом корпуси мали з'єднатися поблизу Ле-Като, однак формування Д. Гейґа зупинилось біля Ландресі, де ув'язалося в сутичку з німецькими передовими підрозділами. Зіткнення з противником перетворилось на вуличний бій, штаб корпусу разом з командиром вступив у бій, Д. Гейґ з револьвером вів вогонь, обіцяючи офіцерам «подорожче продати наші життя». Детальний рапорт на ім'я Дж. Френча про бій викликав в останнього паніку.
26 серпня 1914 року II корпус генерала Г. Сміт-Дорріена, не маючи підтримки з боку I корпусу, вступив у бій біля Ле-Като з німецькими IV армійським корпусом генерала Ф. фон Арміна та II кавалерійським корпусом Г. фон дер Марвица. Будучи відрізаними від основних сил союзників річкою Уаза, британці були змушені прийняти бій. Протягом дня німці потіснили їх на флангах. Однак їхня спроба оточити британців із заходу не вдалася: німецькі корпуси, відправлені для здійснення обхідного маневру були зустрінуті французькою кавалерією, заздалегідь відправленої туди для підтримки лівого флангу британців. Під прикриттям ночі британський корпус Г. Сміт-Дорріена відійшов до Сен-Кантені, відірвавшись від кайзерівських військ.
1 вересня британські війська відвідав фельдмаршал лорд Г. Кітченер, який наказав Дж. Френчу організувати взаємодію з французькими військами Ж.Жоффра та вступити в битви. Об'єднавши свої зусилля французькі та британські війська спромоглися зірвати німецький наступ на Париж і закріпилися на рубежі річки Марна.
Після битви на Марні французьке командування, переоцінивши підсумки битви, було переконане, що здобуло рішучу перемогу, і німці відступатимуть до Маасу, а можливо й далі — за кордон Німеччини. Однак, німецькі армії не були розбиті, хоча вони й зазнали серйозних втрат, а відступ підірвав їхній бойовий дух. До того ж, природні перешкоди на північ від річки Ена, давали можливість німецьким військам можливість закріпитися. 1-ша німецька армія закріпилася на північ від р. Ена на лінію Нампсель — Нуврон — Кюффі — північні околиці Конде. 2-га німецька армія займала позиції вздовж Ен-Марнського каналу до Прон. Її правий фланг розташовувався у Беррі-о-Бак.
13 жовтня 1914 британські експедиційні війська силами II, III і IV корпусів почали наступати з району Іпра у східному напрямку. Однак здобути перемоги британцям не вдалося. Німці кинули в бій VII, XIII, XIV і XIX армійські корпуси і не тільки відбили наступ ворога, а й змусили його відступити. IV британський корпус, що складався з 7-ї піхотної і 3-ї кавалерійської дивізій, відійшов до самого Іпру, насилу стримуючи атаки супротивника. Положення врятував перекинутий до Іпру I армійський корпус під командуванням генерала Д. Гейґа, який з 15 жовтня здійснював марш до району зосередження Гент-Брюгге-Кортрейк, де мав підготуватися наступати на слабкий, як вони вважали, фланг кайзерівської армії. Просування німецьких військ британці зупинили, але перейти в новий наступ не змогли: підкріплення більше не було — основні частини індійської армії все ще перебували в дорозі.
У битві під Іпром генерал Дуглас Гейґ зарекомендував себе як відважний воєначальник, який неодноразово кидався в гущу битви й особистим прикладом вів підлеглих у бій. Однак ціна, яку заплатили британці за те, щоб зупинити німецький наступ була велика. У I корпусі з 18 000 людей, що вступили в битву, на 12 листопада лишилось тільки 3 000. Після шести днів затятих суперечок, британський корпус нарешті був відведений у тил, на поповнення втрат та відновлення боєздатності. Скориставшись нагодою, 23 листопада Д. Гейґ відбув до Лондона, де зустрівся з державним секретарем оборони фельдмаршалом Г. Кітченером та запропонував йому свої плани реорганізації Британського експедиційного корпусу у дві польові армії.
16 листопада 1914 року йому присвоєне чергове звання генерал.

#### 1915
Д. Гейґ був прибічником наступу поздовж узбережжя Північного моря до Остенде і Зебрюгге, але командувач французької армії Ж.Жоффр не хотів, щоб британці діяли настільки автономно й запропонував інший план дій. Німці, усвідомлюючи, що найближчим часом на Західному фронті буде складно провести успішну наступальну операцію, здійснили масштабну перестановку сил, відправивши вісім піхотних дивізій з Франції, скоротивши загальну чисельність своїх військ на Заході до 98 зі 106, що були в 1914 році, та 12 дивізій знов сформованих дивізій на Східний фронт. Дж. Френч та Ж. Жоффр, вважаючи, що війна буде виграна влітку, дійшли згоди, що французькі наступи в Артуа і Шампані повинні супроводжуватися британським наступом на Нев-Шапель, який буде проводити Д. Гейґ.
26 грудня 1914 року, як складова частина Британських експедиційних сил, що билися у британській армії на території Франції, були заснована 1-ша під проводом сера генерала Д. Гейґа та 2-га Г. Сміт-Дорріена британські польові армії. До 1-ї армії увійшли 1-й, 4-й та Індійський корпуси.
10 березня 1915 року чотири британські дивізії після артилерійської підготовки атакували німецькі позиції кронпринца Баварії генерала Р. Баварського на напрямку Нев-Шапель і прорвалися на глибину в 1 500 метрів, але в наступні дні не було досягнуто ніякого прогресу, оскільки німці змогли підтягнути до поля битви маневрені резерви. Наступні атаки британської армії успішно відбивалися германцями, які нерідко переходили в контратаку. Наступ британців захлинувся і генерал Дж. Френч через втрати і брак снарядів був змушений припинити подальші спроби наступати. Британська 1-ша армія втратила близько 13 000 загиблими та пораненими.
Попри провальні наступальні операції взимку та навесні 1915 року, головнокомандувачі союзних армій продовжували вірити про швидку перемогу у кампанії 1915 року. З квітня 2-га британська армія здійснювала спроби прорвати оборону противника під Іпром, а з 9 травня армія Д.Гейґа розпочала наступальну операцію на підтримку загального наступу французів під Артуа. Одночасно з наступом французьких військ британська 1-ша армія генерала Д.Гейґа розпочала наступ на двох ділянках поблизу населеного пункту Нев-Шапель та Армантьєр. У бою біля пасма Обе, як він згодом став зватися, британські I та Індійський корпуси атакували південніше Ру-де-Бо та 4-й корпус північніше Фромель. За планом операції війська британської корони мали прорвати оборонні позиції ворога та опанувати пасмо Обе, яке панувало понад місцевістю. Однак, через незадовільну артилерійську підготовку та погані погодні умови британцям не вдалося досягти ефективного ураження передових позицій німецьких військ. Спроба британської піхоти атакувати наштовхнулась на щільний кулеметний вогонь противника.
Після повторного артилерійського обстрілу британці вдруге атакували, але марно. Через декілька годин, о 17:00 союзні війська провели третю атаку й знову, попри інтенсивне бомбардування позицій противника, наступ захлинувся. Вчетверте, британське командування віддало наказ атакувати о 20:00, однак через неготовність та втрату 11 000 осіб, наступ був скасований. 12 травня, німецьке керівництво, впевнившись у тому, що британці не планують продовжувати наступ, терміново перекинуло свої резерви на напрямок французького наступу.
Подальші спроби франко-британських військ «прогризати» ворожу оборону призвели до колосальних втрат у живій силі та техніці й перевитраті артилерійських боєприпасів. Фінальний результат такого роду наступу був жалюгідний. Британські війська втратили понад 16 000 вояків у битві, але завдання не виконали.
19 травня ліберальний уряд Великої Британії пішов у відставку. Головними причинами стали невдала десантна кампанія в Дарданеллах, що призвела відповідно до відставки першого морського лорда адмірала флоту Дж. Фішера, та брак артилерійських снарядів, які конче потребувалися на Західному фронті. На фоні невтішних новин на фронті різко зіпсувались і до того непрості стосунки генерала Д. Гейґа з його безпосереднім начальником фельдмаршалом Дж. Френчем. Д. Гейґ вважав свого командувача дрібною, ревнивою, неврівноваженою людиною («як пляшка газованої води … не спроможна мислити … і дійти до обґрунтованого рішення»), яка надмірно втручається в партійну політику і їм легко маніпулює його начальник штабу генерал Генрі Вілсон. Командувач 1-ї армії висловлював своє незадоволення тим, що Дж. Френч легко скасовує власні накази, і схильний до різких змін настрою, що погано відбивається на офіцерах, й згубно впливає на стан справ в усьому Британському експедиційному корпусі.
Союзники продовжували планування активних наступальних операцій, намагаючись послабити тиск німецько-австрійського війська на Сході, де російська армія, зазнавши нищівної поразки, відступила на сотні кілометрів від попередньої лінії фронту. Французьке командування ухвалило рішення організувати наступ у липні 1915 року силами 10-ї армії під Лоосом. Д. Гейґ висловів незадоволення таким планом, переконуючи союзних командувачів продовжити наступ на хребті Обе. Між головнокомандувачами загострилися протиріччя з приводу, на якому напрямку ліпше розпочати наступ. Після довгих суперечок британські керівники й особисто фельдмаршал Кітченер, що прибув на фронт для з'ясування обставин протистояння, погодилися підтримати загальний наступ під Лоосом. Д. Гейґ, який був категорично проти проведення тут операції, врешті-решт поступився доводам і підтримав план наступу.
25 вересня 1915 року після сильного вогневого нальоту артилерії і мінометів перейшли в атаку французькі та британські війська. У смузі наступу 1-ї британської армії генерала Д. Гейґа за 40 хвилин до атаки англійці пустили газ з балонів і нейтральний дим з димових шашок. Вперше в історії, атака піхоти прикривалася димовою завісою. Однак умови для хімічної підготовки атаки були не зовсім сприятливі. Вітер був слабким і міняв напрямок. Випущені 150 т хлору частково захопили і британські окопи. Внаслідок цього 1-й і 4-й Індійські корпуси почали атаку неодночасно. І все ж за перший день бою вони зайняли першу німецьку позицію на фронті за 7 км і 3 км в глибину й на окремих ділянках підійшли до вогневих позицій німецьких батарей. Подальша атака тимчасово була припинена через перебої в постачанні боєприпасами і великі втрати.
До 28 вересня окопні бої тривали з перемінним успіхом, німецькі війська, підтягнувши резерви, вибили британців із захоплених позицій. Втративши майже 20 000 людей армія Д.Гейґа відступила у вихідне положення.
Чергова поразка британського корпусу під Лоосом викликала широкі дебати в британській пресі. 6 жовтня фельдмаршал лорд Г. Кітченер потребував детальний рапорт про обставини проведення битви; до Франції прибув лорд Р. Голдейн для особистого ознайомлення зі справами на фронті. Між Дж. Френчем та Д. Гейґом розпалилася чергова сварка з приводу, хто винний у провалі операції. 3 грудня Г.Кітченер повернувся до Лондону, де зустрівся з Д. Гейґом. Під час бесіди фельдмаршал сказав командувачу 1-ї армії, що рекомендуватиме його прем'єр-міністру Г.Асквіту на посаду головнокомандувача БЕК на заміну Дж. Френчу, який вочевидь не відповідає такій посаді.
10 грудня 1915 року Д. Гейґа офіційно був призначений головнокомандувачем Британських експедиційних сил у Франції. Одночасно начальником Імперського генерального штабу став В. Робертсон. Обидва воєначальники сподівалися, що їхнє призначення надасть нового та професійнішого імпульсу в управлінні військами у війні. Замість Д.Гейґа командувачем 1-ї армії став Ч. Монро. 18 грудня Д. Гейґ та Дж. Френч, що здавався хворим та мав задишку, провели офіційну зустріч з передачі повноважень між командувачами. На брифінгу Д.Гейґ висловився стосовно В.Черчилля, який після провалу операції на Галліполі пішов з посади першого лорда Адміралтейства в Кабінеті міністрів, запропонувавши йому командування батальйоном, а не бригадою.

#### 1916
21 лютого 1916 року французька армія розпочала одну з найбільших та найкривавіших битв в історії людства — битву під Верденом. Д. Гейґ вважав, що німці вже дійшли до такого ступеня виснаженості сил, що вирішальна перемога цілком вірогідна в 1916 році. Він настоював на тому, щоб провести серію наступальних операцій на приморському напрямку окупованої Бельгії й опанувати стратегічно важливі порти Брюгге, Зеєбрюгге та Остенде. В. Робертсон та Г. Кітченер, сподіваючись на те, що успішний наступ може призвести союзників до перемоги до серпня 1916 року, а до повної капітуляції й миру у листопаді, вважали за доцільне сконцентрувати основні свої сили на Західному фронті. Британський кабінет міністрів не був таким оптимістичним, на відміну від воєначальників більшість британського уряду наполягала на проведенні загального стратегічного наступу союзних військ або на Салонікському або на Месопотамському фронті.
Французьке керівництво наполегливо просило британців допомогти в битві на Соммі для того, щоб послабити напругу бойових дій під Верденом, де кровопролитні бої вже набули назву «Верденська м'ясорубка». Масштаби зіткнень були колосальні й французька армія поступово ослаблювалася, втрачаючи цінні кадри особового складу в нескінчених боях. Врешті-решт Д. Гейґ погодився підтримати своїми військами французів у битві на Соммі, але визначив дату початку битви на 15 серпня, для того щоб підтягнути більше артилерії та підготувати особовий склад до наступальних дій. Коли він висловив це Ж. Жоффру, той розкричався, що до того часу «французька армія перестане існувати». Після довгих суперечок Д.Гейґ дав згоду на початок наступу на 29 червня (пізніше перенесли на 1 липня). Це введення британських військ у битву зіграло вирішальну роль, тому що Ф. Петен, що керував наступом під Верденом, попередив французький уряд, що якщо британці не перейдуть в атаку, усі «ігри закінчаться».
У період з 1 липня до 18 листопада 1916 року генерал Д. Гейґ здійснював безпосереднє керівництво наступальної операції британських військ у взаємодії з французьким ударним угрупованням проти німецьких на р. Сомма (Північна Франція). На смузі, наміченої союзниками для прориву, в міцній обороні займала визначені рубежі та позиції 2-га німецька армія генерала фон Белова. Операція на Соммі тривала чотири з половиною місяці і була однією з найбільших під час всієї війни. З обох сторін у ній брало участь 150 дивізій, близько 10 тисяч гармат, 1 тисяча літаків і багато іншої техніки. Союзникам не вдалося здобути перемоги над німецькими військами та прорвати їхній фронт. Ціною величезних втрат вони лише «продавили» німецьку оборону на фронті протяжністю 35 км і завглибшки до 10 км, відвоювавши невеличку територію в 240 км². Французи втратили 341 тисячу, британці — 453 тисячі, німці — 538 тисяч осіб загиблими, пораненими і полоненими.

#### 1917
1 січня 1917 року генералу Дугласу Гейґу присвоєне звання фельдмаршал. Король Георг V написав йому власноруч: «Сподіваюсь, що Ви оцінити це як мій та усій країни новорічний подарунок». Однак, радощі фельдмаршала були недовгими. Л.Джордж, щойно призначений прем'єр-міністром у грудні 1916 року, ухвалив політичне рішення про підпорядкування британських експедиційних військ французькому головнокомандувачу генералу Р.Нівелю. Ця новина розлютила Д.Гейґа та В.Робертсона, які вважали французьке керівництво неспроможними вести війну. Нищівна поразка чергового наступу союзників у квітні 1917 року, який отримав назву «наступ Нівеля», де британці діяли силами 1-ї та 3-ї армій, бунти у французькій армії, що послідували, політична криза у Франції, абсолютно дискредитували позицію Л.Джорджа стосовно можливості налагодження здорових стосунків між французькими та британськими військовими керівниками.
У другій половині 1917 року, британські війська під проводом фельдмаршала Д. Гейґа провели черговий наступ біля Пашендейла — одну з наймасштабніших наступальних операцій на Західному фронті в бельгійській Західній Фландрії. Д. Гейґ сподівався прорватися до бельгійського узбережжя Північного моря та примусити піти звідси німецькі підводні човни, що частково базувалися у цьому регіоні. Адміралтейство в особі першого морського лорда адмірала флоту Дж. Джелліко підтримало ці ідеї, наполягаючи на тому, що німецькі субмарини становлять серйозну загрозу Британії й необмежена підводна війна, яку вони ведуть, може призвести Англії до економічної катастрофи. Додатковим чинником обрання цього напрямку дії була віддаленість від сектора Ени, де найгіршим чином розвивалась обстановка з повстання французьких солдатів у частинах першого ешелону. У такій спосіб керівництво Антанти бажало трохи відволікти увагу бунтівних частин і дати французькому командуванню час оговтатися. Ще однією з причин було побоювання британського командування стосовно Росії, де на фоні події Лютневої революції, різко зросла можливість підписання сепаратного миру між країнами та обваленню Східного фронту. Якщо б це трапилося, кайзерівська армія позбавиться необхідності вести війну на два фронти й мільйони німецьких солдатів будуть перекинуті на Західний фронт, битися проти французів та британців.
Третя Іпрська битва спричинила набагато менше втрат серед британських військових у порівнянні з битвою на Соммі. Так само здобутки у боях були набагато результативнішими, британській армії вдалося опанувати ключові висоти та хребти навколо Іпра та завдати великих втрат німецьким військам.
Камбре
Наприкінці 1917 року, прем'єр-міністр Л. Джордж набув певного авторитету й почав активні дії проти свого генералітету. По-перше, він звільнив першого морського лорда адмірала Дж. Джелліко. По-друге, попри категоричного неприйняття цієї ідеї Д. Гейґом та В.Робертсоном він погодився з іншими лідерами союзних держав про створення Вищої військової ради союзників. 1 листопада 1917 року на шляху до Парижу він мовив Г. Вілсону, Я.Смутсу та М.Генкі, що розмірковує над пропозицією перевести Д. Гейґа командувати франко-британськими силами в Італії.
11 листопада 1917 року на засіданні глав держав Антанти була сформована Вища військова рада союзників. Л. Джордж, виступаючи, підкреслив думку, що основою успіху країн Осі є їхня єдність та централізованість управління. Одночасно він поглузував над поточними «перемогами» союзників, сказавши, що « в більшості з них не було нагальної потреби». Відверта річ британського прем'єра розлютила багатьох політичних та військових лідерів Антанти. І Д. Гейґ, і Ф. Петен протистояли концепції єдиного командування, відстоюючи позицію, що їм працювати в коаліції набагато плідніше, ніж під одним проводом.
Поразка італійської армії під Капоретто змусила союзників відмовиться від проведення нового масштабного наступу на Західному фронті. Британці відправили до Італії п'ять дивізій під командуванням генерала Г.Пламера. Однак, дві дивізії залишились за наказом В.Робертсона, які на прохання Д. Гейґа взяли участь у черговому наступі у Фландрії.
20 листопада 1917 року 3-тя британська армія генерала Дж. Бінга силами шести піхотних та п'яти кінних дивізій за артилерійської підтримки 1 000 гармат перейшла в атаку. Основним завданням наступальної операції британських експедиційних сил визначався прорив на напрямку Камбре та блокування німецьких сил між річками Сенсі та Північним каналом з одночасним проривом кавалерійських частин до мостів через канал Сен-Квентін. Надалі, в разі успішного розвитку подій, британці мали продовжити наступ у північно-східному напрямку. Вперше в історії відбувалось масоване застосування танків — тільки на ділянці прориву, де тримали оборону дві німецькі дивізії, британці кинули в бій відразу дев'ять танкових батальйонів з 496 танками.
Тільки за перший день, втративши тільки 4 000 осіб, що було неймовірно мало у порівнянні з попередніми битвами, британці прорвали німецький фронт на ширині майже 10 км і просунулися на глибину до 8 км. За доповіддю начальника британської розвідки, німці не спроможні протягом 48 годин підтягнути резерви для зриву їхнього наступу.
Зранку 21 листопада фельдмаршал Д. Гейґ особисто прибув на передову подивитися на розвиток наступу. На його думку атаки були «слабкими та нескоординованими» і був прикро вражений відсутністю натиску, а коли побачив 1-шу кавалерійську дивізію, яка за наказом відступила, ледве стримався, щоб не скасувати цей наказ командувача.
О 9 годині він віддав розпорядження посилити наступ на Бурлонський ліс, який став епіцентром подій. Наступ британців розвивався, але вже повільніше. 23 листопада Бурлонський ліс опанували, однак з цього дня німці розпочали контратаки. 26 числа він прибув на нараду командувача 3-ї армії, й віддав наказ продовжити наступ максимально можливими силами. Однак, генерал Дж. Бінг відповів, що таке неможливо та наполіг на переході до оборони на захопленому плацдармі. За наслідками битви, британські війська опанували виступ 14 на 6,4 км і закріпилися на ньому. Д. Гейґ скаржився, що йому не вистачило двох дивізій, щоб прорватися на оперативний простір та вийти в тил угрупованню кайзерівської армії. Пізніше, один з його біографів написав, що це була «самоомана чистої води».
З 30 листопада німці, провели перегрупування сил і вперше після 1914 року розпочали проти британців контрнаступ, у якому, використовуючи тактику штурмових груп, змогли відбити частину втрачених територій.

#### 1918
У січні 1918 року на зустрічі Д. Гейґа з Л. Джорджем та Е.Дербі фельдмаршал спрогнозував, що війна з Німеччиною завершиться протягом року через «велику слабкість та руйнацію економіки Вільгельма II». Однак, британська розвідка давала невтішні висновки про те, що останнім часом німці інтенсивно передислоковують зі Східного фронту, що майже розвалився, 32 піхотні дивізії й, що за їхніми оцінками, не пізніше березня 1918 року кайзерівські війська зможуть розпочати потужніший наступ на Заході.
У свою чергу, Д. Гейґ рекомендував для того щоб змусити німців витратити свої резерви, провести низку наступальних операцій поблизу Іпра. Однак його рекомендації не знайшли підтримки з боку політичної еліти, крім того, логістичне забезпечення Іпрського виступу становило певні проблеми для союзних військ та не могло забезпечити успіх наступу з нього.
Німецький Весняний наступ
До березня 1918 року, німецькі армії на Західному фронті налічували вже майже 200 дивізій за рахунок тих, що передислокували з Росії. На фоні загрози, що наближалася з кожним днем, сили британського експедиційного корпусу були набагато слабкіше й не могли достойно протистояти противникові. Британська армія мала на передовій 52 дивізії, в резерві головнокомандування перебувало 8 піхотних дивізій, а також 3 кавалерійські. Війська Британської імперії були виснажені останніми боями й мали великий некомплект особового складу. Дивізії були скорочені з 12-ти батальйонного складу до 9-ти батальйонного.
Д.Гейґ постійно відвідував війська на передовій і дуже добре знав стан справ. Одного разу він прикро висловився, що «крім Гвардійської дивізії, надійних резервів ми не маємо». Він сподівався, що німці не ризикнуть наступати на добре ешелоновану та підготовлену у фортифікаційному відношенні оборону, усвідомлюючи про величезні втрати в разі атак.
Фельдмаршал настільки переконав себе в тому, що німецькі генерали не почнуть наступати, що 17 березня зняв з посади начальника розвідки, мотивуючи це тим, що доповіді про неминучість німецького наступу хибні. Однак, 20 березня надійшли перші повідомлення від дезертирів, що німецька траншейна артилерія зайняла свої вогневі позиції й готова до відкриття вогню.
21 березня 1918 року кайзерівські війська силами 76 дивізій за підтримки масованого вогню 7 000 гармат та мінометів розпочали колосальний за своїм розмахом наступ — операцію «Міхаель». Проти 12 дивізій 5-ї британської армії генерала Г. Гофа одночасно наступали сили, що перевищували їх вп'ятеро.
Фельдмаршал Д.Гейґ не втручався у справи, на його командному пункті царював «інформаційний вакуум», новини з фронту практично не надходили. Британський головнокомандувач у цей день приймав поважних гостей, зокрема військового секретаря США Н. Бейкера.
Тим часом, 3-тя британська армія генерала Дж. Бінга організовано відступила з Флешкверського виступу на заздалегідь підготовлені рубежі, одна дивізія вийшла до резерву. Британці чинили запеклий опір і німецькій армії не вдалося легко зламати їхній спротив; вони не досягли цілей першого дня наступу. Однак у смузі оборони 5-ї армії генералу Г. Гофу явно бракувало резервів, він віддав наказ на відхід за Крозатський канал.

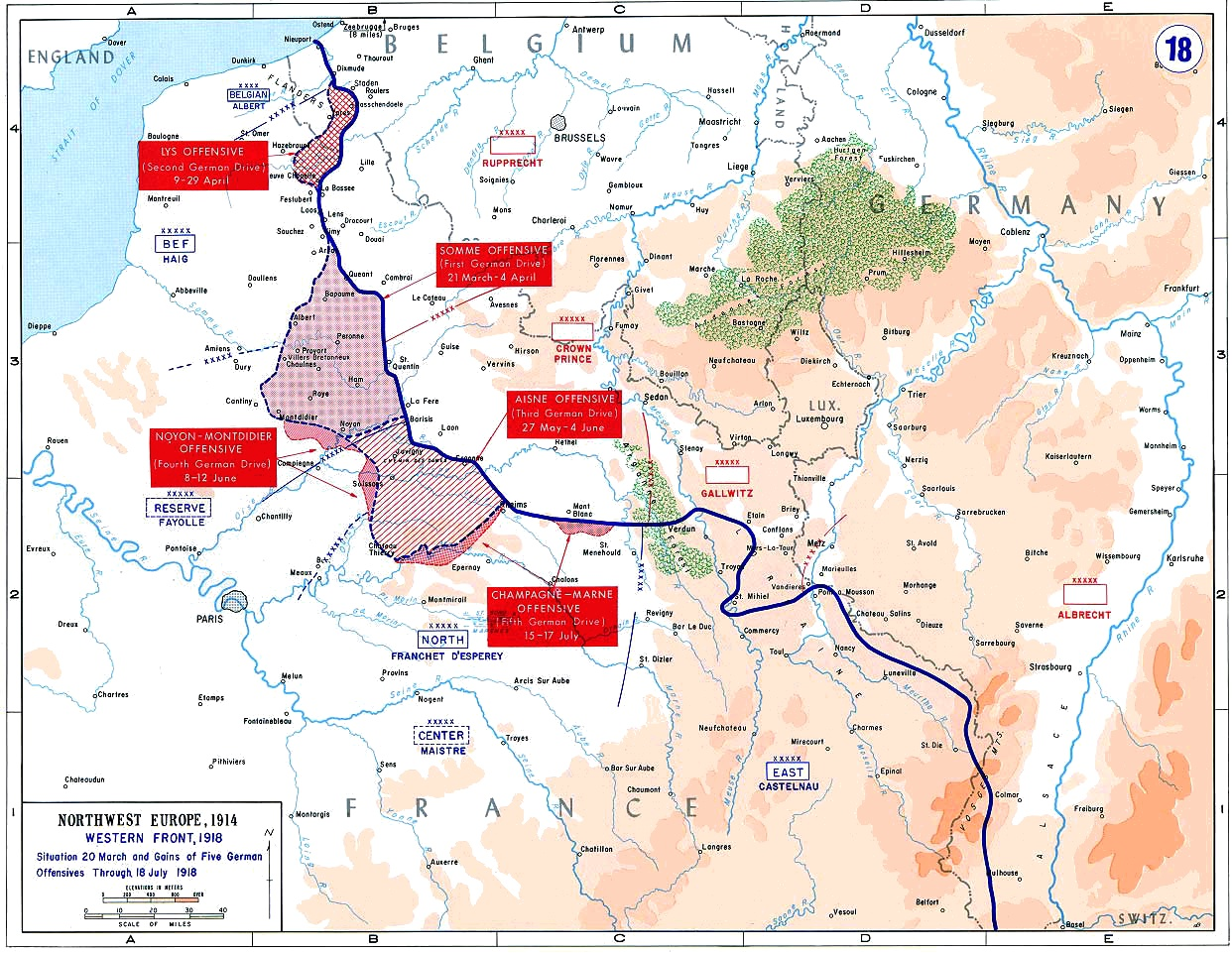
Західний фронт Першої світової війни весною-літом 1918 року

До 23 березня Д.Гейґ не втручався й не відвідував штаб Г.Гофа. Він тільки віддав наказ на переміщення резервів з Фландрії до району прориву противника. Поступово настрій серед вищих офіцерів, як-то Г. Лоуренс та Т. Девідсон почав змінюватись, іноді відчувалися панічні вислови стосовно положення на фронті.
О 16 години 23 числа британський головнокомандувач зустрівся з французьким колегою Ф. Петеном з приводу ситуації. Французький генерал підкреслив важливість підтримання взаємодії на стику частин 5-ї англійської армії, що відступали, та 5-го французького корпусу М.Пелле. Він також погодився перемістити дві армії М.Файоля в ролі резерву до долини Сомми, але категорично не підтримав Д. Гейґа з його проханням виділити 20 французьких дивізій до району Ам'єна.
24 березня 1918 року за спогадами Д. Гейґа став найкритичнішим днем у війні після битви під Іпром у 1914 році. Британська армія поступово відходила в південно-західному напрямку до французького узбережжя, утворюючи своєрідний плацдарм поздовж моря з опорою на морські порту в Кале, Булоні та Дюнкерку й перетворивши Ам'єн на стратегічно важливий вузол оборони. Французи, не надіючись на британців та відчуваючи катастрофу, що нависала над усією їхньою системою оборони та неминучістю падіння Парижу, стягували усі свої наявні резерви до столиці. Правий фланг Британського експедиційного корпусу виявився оголеним. Між союзниками наростала напруженість, кожна зі сторін намагалася максимально зберегти свої власні сили. На вимогу Д. Гейґа до французів надати 20 дивізій для прикриття свого південного флангу, Ф. Петен виділив лише три.
26 березня 1918 року союзники скликали термінову конференцію в Дуллані, де десять вищих посадовців обговорювали останні події. Головнокомандувачем з необмеженими повноваженнями щодо прав застосування усіх союзних військ був призначений Ф. Фош. Загалом Д. Гейґ позитивно зустрів ці кадрові зміни, вважаючи французького генерала енергійнішим та рішучим за його попередників.
28 березня німецький наступ силами 9 дивізій на Аррас був зупинений активними діями союзних армій, і з 29 числа кайзерівські війська спробували провести обхідний маневр й атакували Ам'єн. Наступ 3-ї армії генерал-полковника К. фон Ейнема був відбитий спільними діями британських та австралійських сил.
Операція «Джоржетт»
8 квітня Л.Джордж вжив ще одну спробу позбавиться Д.Гейґа й виніс це питання на обговорення Воєнного кабінету. Але інші міністри не були настільки категоричні в питанні відставки фельдмаршала, Г.Вілсон висловив, що він поки що не бачить рівноцінної заміни Дугласу Гейґу. Серед вищого генералітету поповзли чутки щодо відсторонення головнокомандувача з посади та заміни його на В. Робертсона, Г. Вілсона, або на Г. Пламера, Дж. Бінга чи Е. Алленбі.
Але 9 квітня 1918 року німці силами 6-ї генерала Ф. фон Каста та 4-ї армій генерала Ф. фон Арміна розпочали у Фландрії другу фазу стратегічного наступу — операцію «Джорджетт». Головний удар кайзерівських військ завдавався по двох португальських дивізіях, які входили до складу 1-ї британської армії генерала Г. Горна. Опір португальців, які ще не брали участі в бойових діях, було швидко зламано, їх втрати були дуже важкими. В обороні союзних військ утворився пролом, до кінця дня частини німецької армії просунулися на 8 км і досягли річки Лис. 11 числа Д. Гейґ звернувся зі знаменитим наказом, у якому закликав усіх воїнів «захистити наші дома та свободу усього людства».
Німецький наступ успішно розвивався, британські війська відступали з раніше відвойованих територій. Під загрозою оточення виявилась 2-га армія генерала Г.Пламера. Бачачи такий перебіг подій, Ф.Фош вислав 10-ту армію П.Мастре на заміну британцям, що тримали оборону по рубежу Сомми. З 12 квітня британсько-французькі війська почали контратаки проти наступаючих німецьких військ, і до 14—15 квітня наступ призупинився.
17 квітня німці, провівши перегрупування сил, відновили атаки. Вони атакували важливий опорний пункт союзників — гору Кеммель. 24 квітня сталась перша масштабна танкова битва поблизу Віллер-Бретон неподалік від Ам'єна. 25 квітня після запеклих боїв їм вдалося захопити Кеммель. Проте подальші спроби німецьких військ просунутися далі не мали успіху. На заключному етапі операції наступ набув характеру окремих боїв за поліпшення тактичного положення, а ввечері 29 квітня припинився. 30 квітня Е. Людендорф видав наказ про перехід у Фландрії до оборони.
2 травня на нараді в Аббевілі британським військам було визначено завдання в разі відновлення німецького наступу здійснювати організований відхід на південь. У цій ситуації союзники порахували за ліпше зберегти взаємодію між французькими та британськими військами, ніж битися за приморські порти, як плацдарми, та допустити розколу всього фронту.
Тим часом, у метрополії розпалювалися пристрасті з приводу нищівної поразки в ході березневого наступу Е. Людендорфа. 9 травня Палата громад виступила зі звинуваченнями на адресу прем'єр-міністра, що він спричиняв проблеми головнокомандувачу на Західному фронті та втручався в його керівництво військами. У свою чергу, Л. Джордж спростовував ці напади, виставляючи аргументи, що Д. Гейґ мав 1,75 млн солдатів у своєму підпорядкуванні, у порівнянні з 1917 роком. Насправді британський прем'єр скривдив: зростання військ британської корони на 335 тис. осіб сталося за рахунок прибуття китайських, індійських та південноафриканських (чорношкірих) працівників. А ось склад бойових частин, що безпосередньо билися на фронті впав за рік з 900 000 чоловіків до 630 000. Й хоча Д. Гейґ відмовився виступити на публіці з цими даними, його обурив виступ Л. Джорджа з неправдивими даними.
Операція «Блюхер-Йорк»
27 травня германська армія розпочала третю фазу свого наступу — операцію «Блюхер». На напрямку зосередження основних зусиль 7-ї та 1-ї німецьких армій в обороні перебували французькі війська 6-ї армії генерала Д. Дюше та чотири дивізії британського 9-го корпусу генерала А. Гамільтон-Гордона, які за іронією долі після великих втрат у битві у Фландрії, були відведені на «спокійну» ділянку оборони на річку Ена. Після вогню артилерії німці пустили на позиції противника отруйні гази. Коли він розсіявся, 17 німецьких штурмових дивізій групи армій кронпринца Німеччини під командуванням Вільгельма III, старшого сина імператора, одночасно перейшли в наступ. На це особисто прибув правитель Німецької імперії кайзер Вільгельм II.
Німецький наступ за планом операції «Блюхер-Йорк» розвивався з неперевершеним успіхом; ніколи з часів маневреної війни 1914 року, жодна армія не могла здобути такого феноменального успіху при проведенні наступальної операції. 28 травня німці увійшли до Суассона, незабаром вони подолали Марну поблизу Жольгонн та 30 травня увірвалися до Шато-Тьєррі. До цього дня німецькі війська захопили в полон 50 000 союзних солдатів та 800 артилерійських систем.
За станом на початок червня німецька армія вийшла на відстань 60 км від Парижа. Над столицею Франції вчергове нависла катастрофа.
Між союзникам знову виникла суперечка стосовно застосування британських військ. Ф. Фош вимагав якомога інтенсивно залучати британські та американські війська до битви, на що Д. Гейґ постійно скаржився вищому керівництву. Врешті-решт обидва головнокомандувачі змогли налагодити стосунки та досягти порозуміння в цій складній обстановці.
Операція «Гнейзенау»
9 червня німецька армія силами 7-ї М. фон Боена та 8-ї польових армій Г. фон Кірхбаха започаткувала четверту частину свого стратегічного наступу — операцію «Гнейзенау». Основною метою наступальної операції було розширення в західному напрямку здобутого в ході операції «Блюхер» виступу в оперативній побудові союзників. Л. Джордж та А. Мілнер цілковито підтримали французького головнокомандувача та тиснули на Д. Гейґа з приводу повної підтримки задуму оборонної операції Ф.Фоша та виділення британських військ на посилення французької армії. Крім цього, прем'єр-міністр пообіцяв британському фельдмаршалові, що він не зацікавлений у знятті того з посади (хоча пізніше виявилось, що це неправда — наприкінці серпня, перед початком битви за Ам'єн, британський прем'єр спробував змістити Д.Гейґа генералом Ф.Ламбертом).

#### Вирішальні битви
«Мирний наступ» військ Е. Людендорфа виявився останньою спробою кайзера переломити хід війни на свою користь. Німецькі війська вичерпали свої резерви, втратили бойовий потенціал і повністю видихлися. Імперська армія після проведення серії з чотирьох наступів, не змогла прорвати оборонну систему союзників, і вимушено перейшла до оборони.
У липні-серпні 1918 року франко-американські війська завдали поразки кайзерівським арміям у другій битві на Марні. Згодом 4-та британська армія Г.Роулінсона (з австралійськими та канадськими військами), маючи повну перевагу у повітрі та в артилерії, за підтримки понад 500 танків, завдала потужного удару по противнику в битві за Ам'єн. Як пізніше писав Е. Людендорф це був «чорний день німецької армії», коли десятки підрозділів здавалися в полон.
11 серпня Д. Гейґ віддав наказ призупинити вдалий наступ під Ам'єном, намагаючись не виснажувати наступаючі підрозділи генерала Г. Роулінсона, і, перегрупувавши частину артилерії, силами 3-ї армії Дж. Бінга 21 серпня завдав удару між річками Скарпе та Акр по позиціях німецьких армій. Як і в битвах 1916 та 1917 років, британський фельдмаршал визначав своїм підлеглим амбіційні цілі, цього разу він поставив за мету прорубати в німецькій обороні пролом між Альбертом та Бапомом. Того ж дня штаб-квартиру Д. Гейґа відвідав міністр боєприпасів Вінстон Черчилль, який сказав головнокомандувачу, що необхідна кількість танків, гармат, отруйних газів тощо буде готова для вирішального наступу до липня 1919 року.
10 вересня Д. Гейґ відвідав Лондон, де на зустрічі з державним військовим секретарем лордом А. Мілнером настояв на тому, щоб якомога більше військовослужбовців резерву було направлено на Західний фронт, для того щоб завершити воєнні дії вже в 1918 році. Пізніше А. Мілнер скептично висловився на зустрічі з Г. Вілсоном, сказавши, що Д.Гейґ може влаштувати «ще один Пашендейл».
18 вересня британські 3-тя та 4-та армії прорвалися до лінії Гінденбурга. Д. Гейґ отримав поздоровну телеграму від Вілсона зі словами «ви знаменитий генерал», на що Д. Гейґ відповів, що ні, він не знаменитий, але «ми маємо низку дуже талановитих генералів».
Війська фельдмаршала Д. Гейґа в ході Стоденного наступу досягли значних результатів. Якщо від 18 липня і до завершення воєнних дій у листопаді 1918 року французькі, американські та бельгійські війська в процесі просування вперед сукупно узяли в полон 196 700 військовополонених та 3775 гармат, то Британські експедиційні сили, маючи значно менше особового складу захопили 188 700 осіб і 2840 гармат. Британські щоденні втрати становили 3645 людей під час наступу, це було більше ніж у битві на Соммі (2950 осіб) або Пашендейле (2121 особа), але менше чим у битві за Аррас — 4070 людей на день. Британський військовий історик Гері Шеффілд писав, що Стоденний наступ «вочевидь був найбільшою перемогою в британській історії».
28 вересня союзні війська прорвали лінію Гінденбурга на однієї з її найміцніших ділянок, у районі каналу Сен-Квентін/Камбре, й німецька армія, почавши масово відступати, вперше запросила перемир'я. Наступного дня капітулювала Болгарія. Перемовини з умов капітуляції тривали ще протягом місяця, доки 11 листопада не була підписана угода про припинення вогню.
Д. Гейґ виступав з позиції урівноваженого ставлення до переможеного противника. Він настоював на тому, що німці мають звільнити усі окуповані землі та віддати французам Ельзас-Лотарингію. Проте, фельдмаршал застерігав, що розвідувальні донесення попереджають про те, що німецька армія ще дуже далека від повного розгрому й зневажливе ставлення до неї або ганебні умови миру можуть спровокувати агресивну відповідь. Однак, коли все ж таки Німеччина погодилася з умовами договору, Д. Гейґ був одним з тих, хто пропонував поділити колишню імперію на декілька незалежних держав на благо миру в Європі.